# Saoutchik
La Saoutchik è stata una carrozzeria francese attiva dal 1907 fino a metà anni cinquanta. Negli anni '20 e '30 l'azienda è stata una delle più note case automobilistiche in Francia e, insieme a Figoni & Falaschi e Franay, è considerata la più importante rappresentante dello stile "barocco" nella costruzione di carrozzerie francesi in anni '30 e '40.

## Storia e profilo

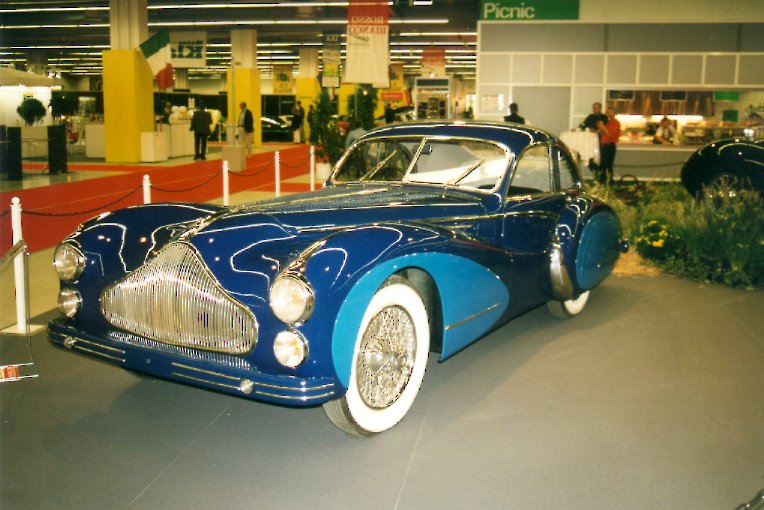
Una Talbot-Lago T26 carrozzata da Saoutchik

Il nome Saoutchik è noto presso gli appassionati per essere stato uno dei maggiori esponenti nel design automobilistico fino alla seconda guerra mondiale.

Tale carrozzeria fu fondata da Jacques Saoutchik, francese di origine russa. Dopo i primi anni in sordina, frenati anche dallo scoppio della prima guerra mondiale, il suo stile cominciò a farsi conoscere all'inizio degli anni venti come semplice ma estremamente efficace e gradevole. Notevole fu anche la qualità delle sue lavorazioni, caratterizzate da rifiniture di prim'ordine. Tali caratteristiche portarono in alto il nome della carrozzeria, che in quel decennio realizzò capolavori su base Ballot e Rolls-Royce.
Negli anni trenta, con l'avvento della moda delle linee aerodinamiche, la Saoutchik concepì altri notevoli capolavori, come molte delle Mercedes-Benz 500K e 540K, oppure vari esemplari di Delage, Delahaye e Talbot-Lago.
La realizzazione più celebre della rinomata carrozzeria francese, è certamente la "Hispano-Suiza H6 C Saoutchik Coupé Xenia", costruita in esemplare unico su commissione del pilota-imprenditore André Dubonnet e ultimata nel 1938.
All'indomani del secondo armistizio, la Saoutchik uscì decisamente provata; provò a proporre alcune nuove carrozzerie per alcune vetture di prestigio, ma i tempi erano oramai cambiati. Dopo alcuni anni il nome di tale carrozzeria scomparve dalla scena automobilistica.

## Galleria d'immagini

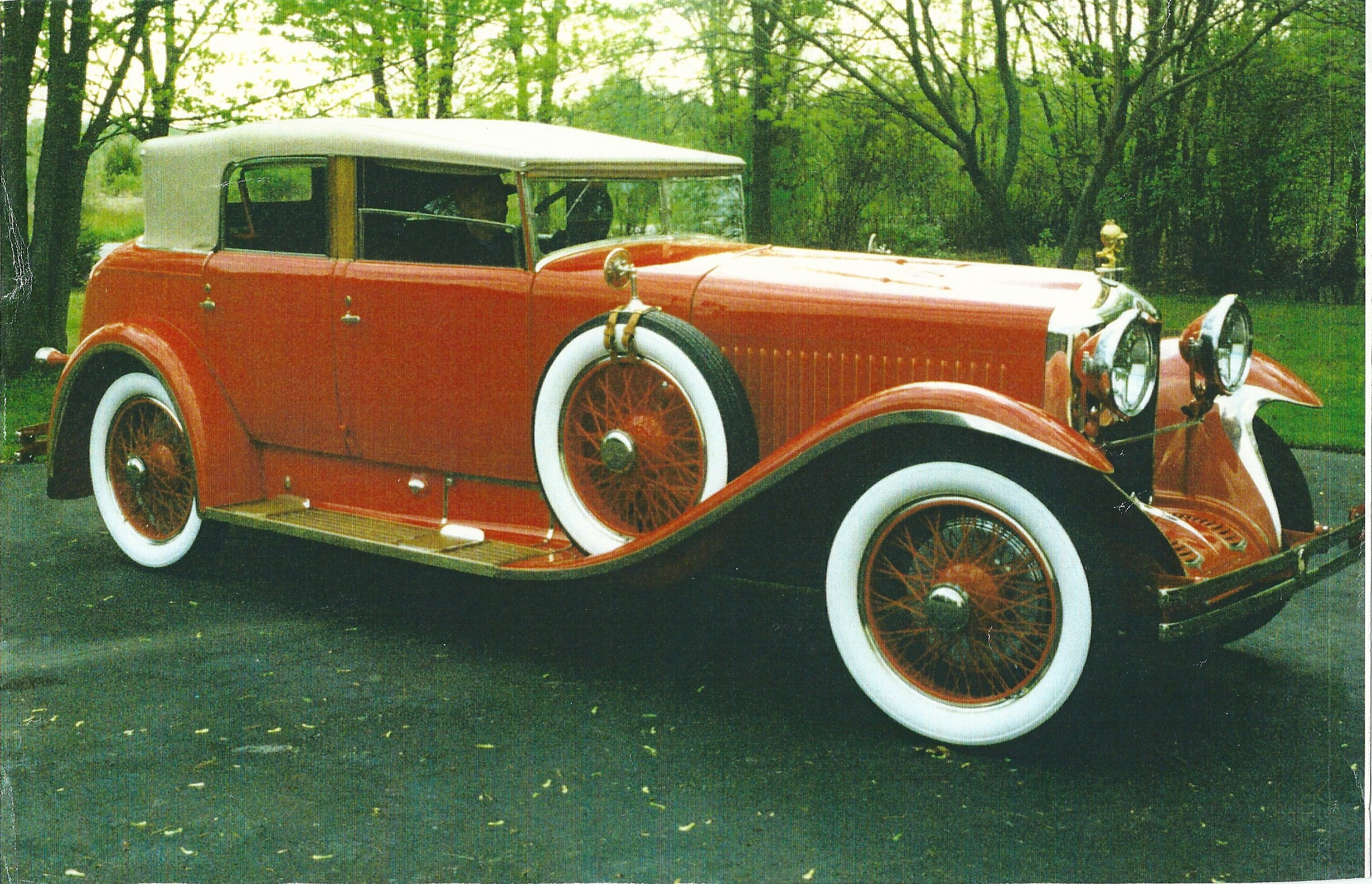
Minerva Type AK Berline Transformable di Saoutchik (1927)
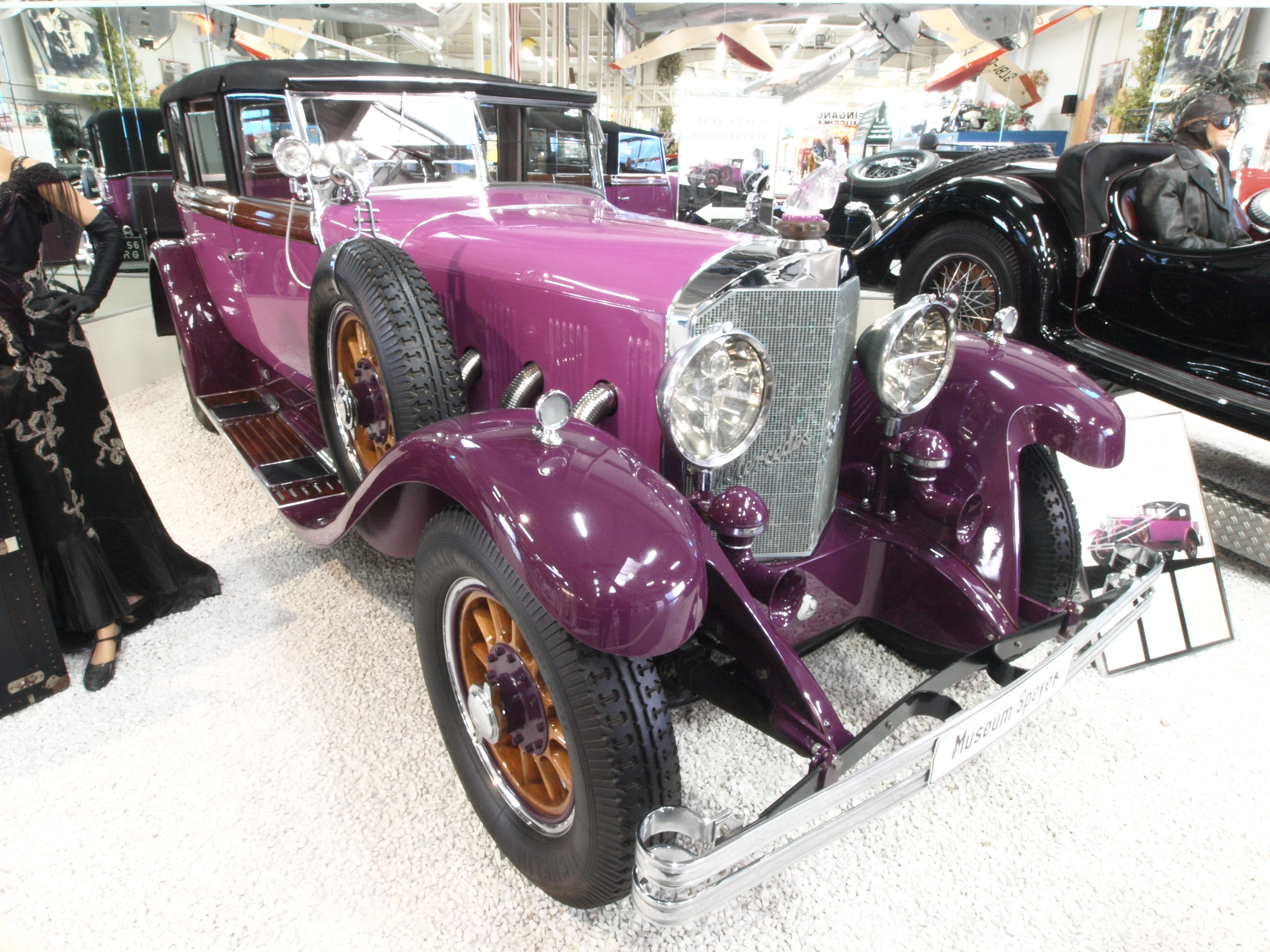
Mercedes-Benz 24/100/140hp Berline Transformable di Saoutchik (1928)
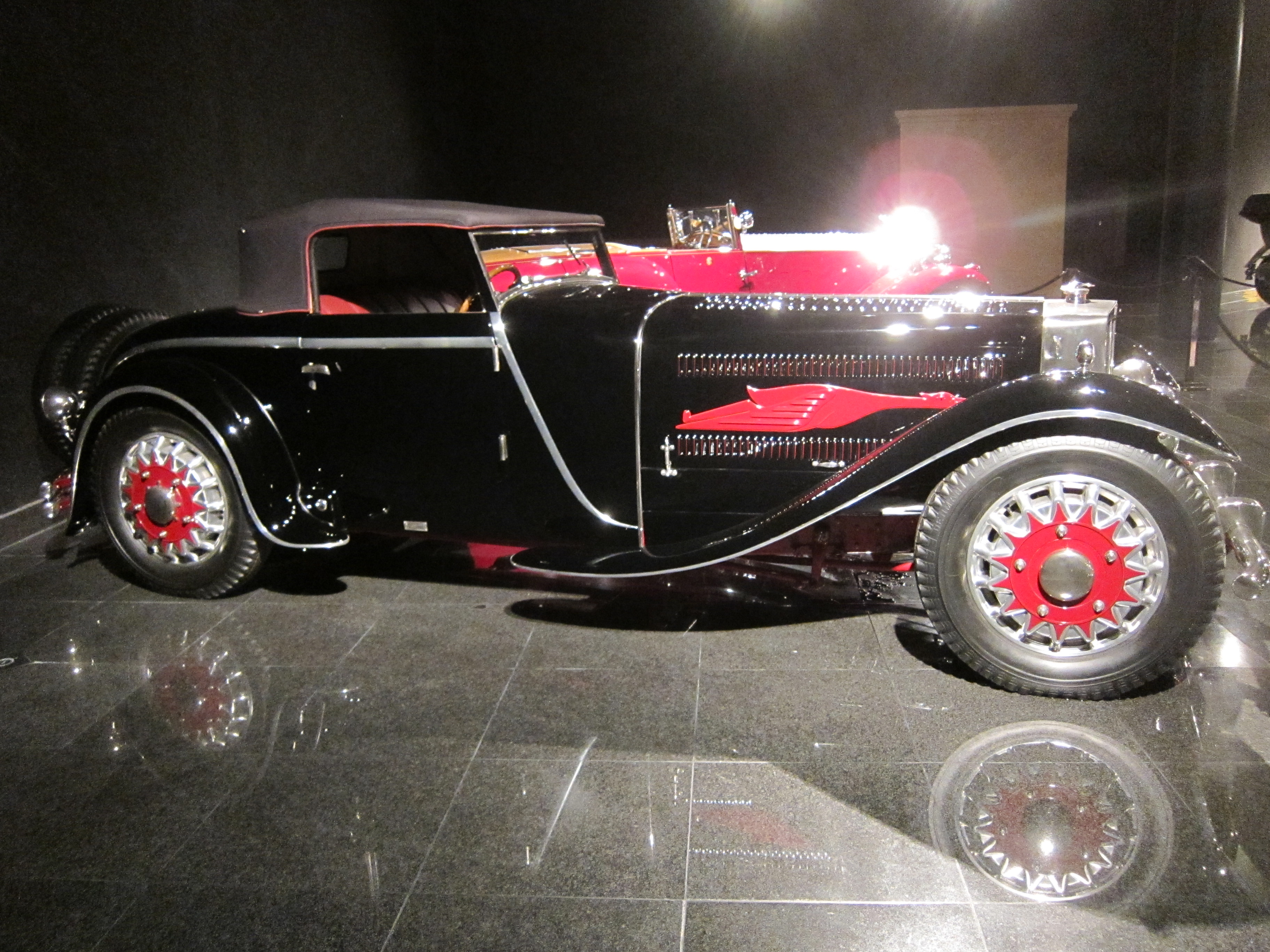
Bucciali TAV-8 Torpédo breveté di Saoutchik (1930)
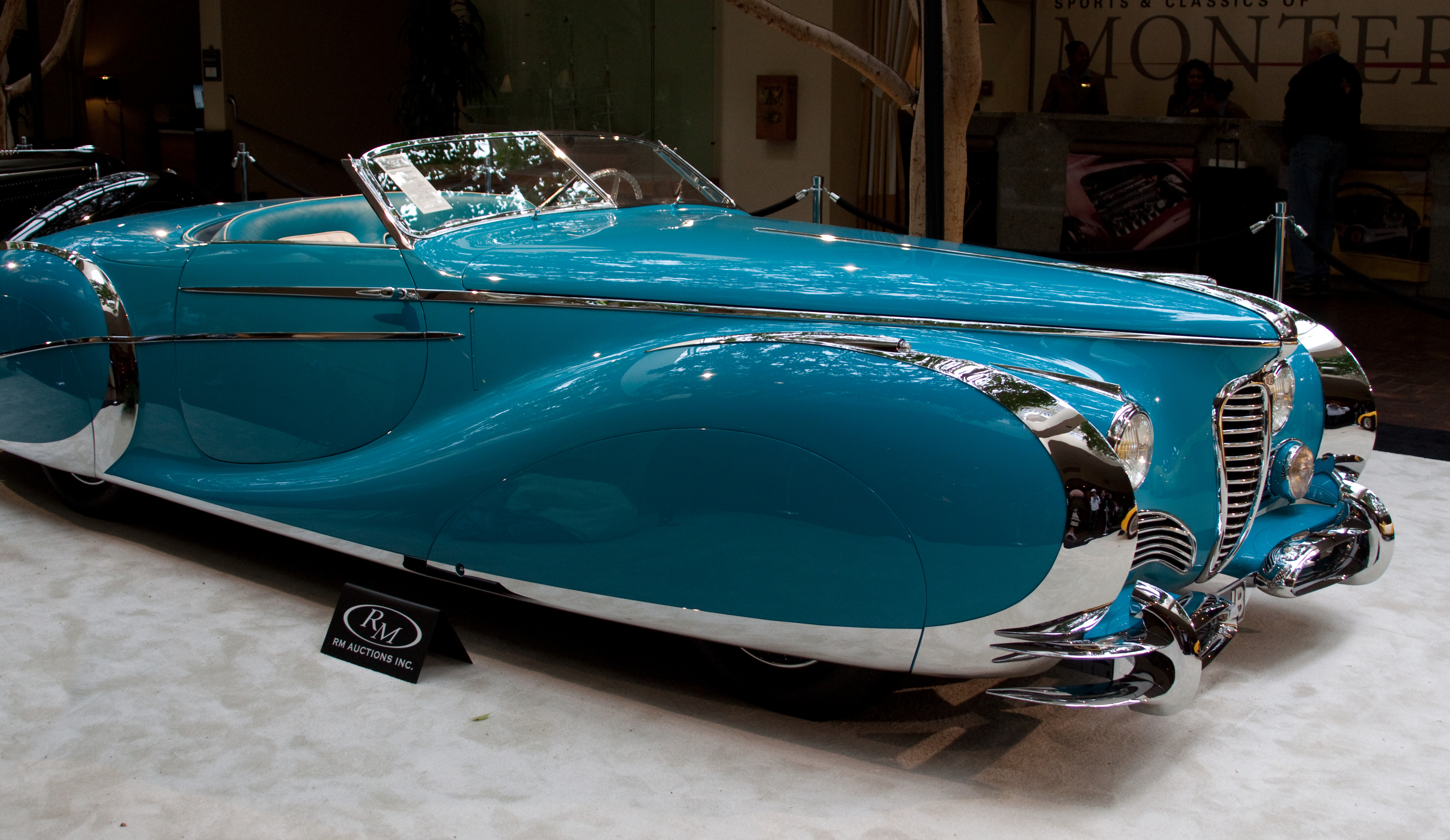
Delahaye 175S Roadster Saoutchik per il Salone dell'Automobile di Parigi del 1949
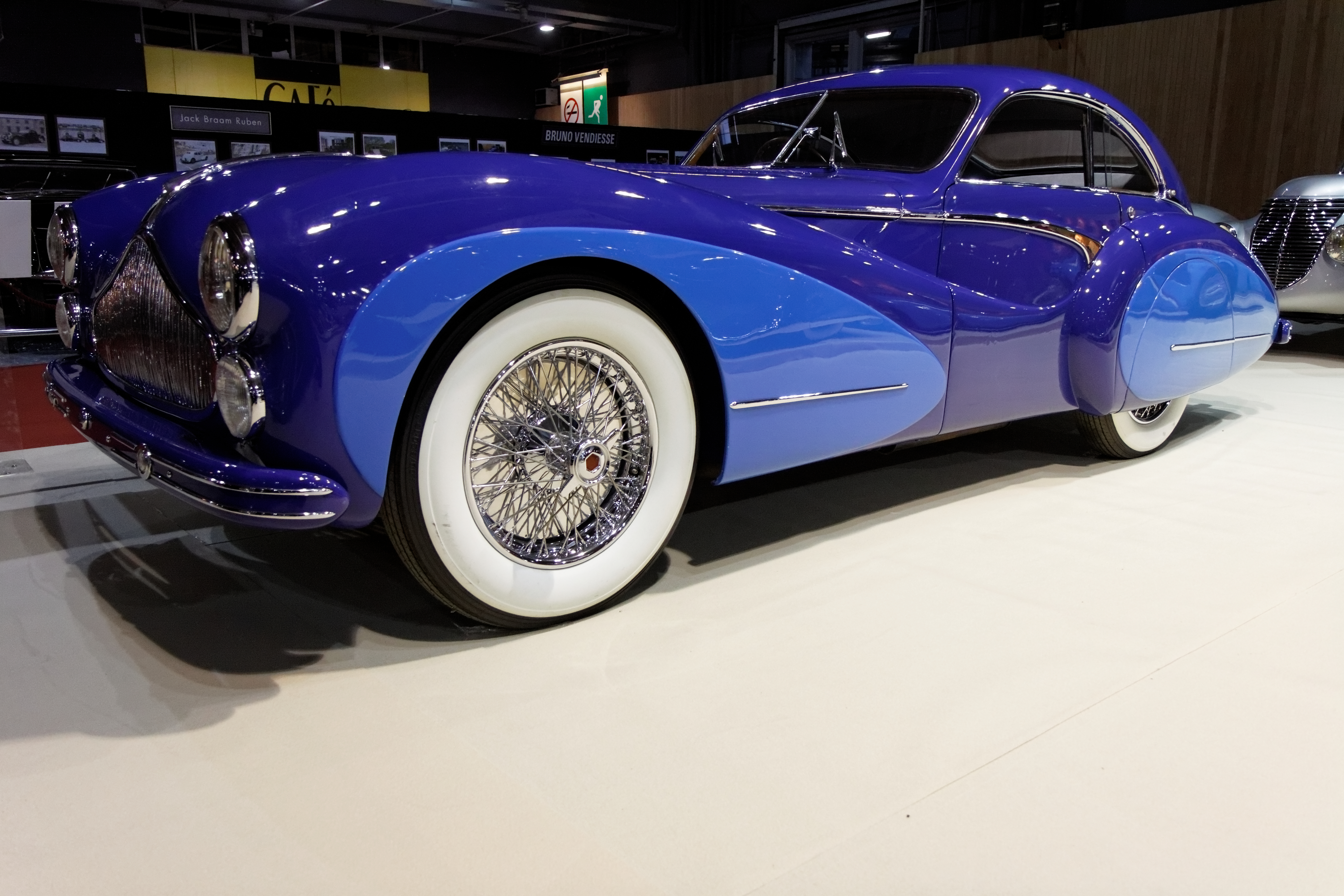
Talbot-Lago Type 26 Grand Sport Saoutchik coupé con linee classiche (1947)
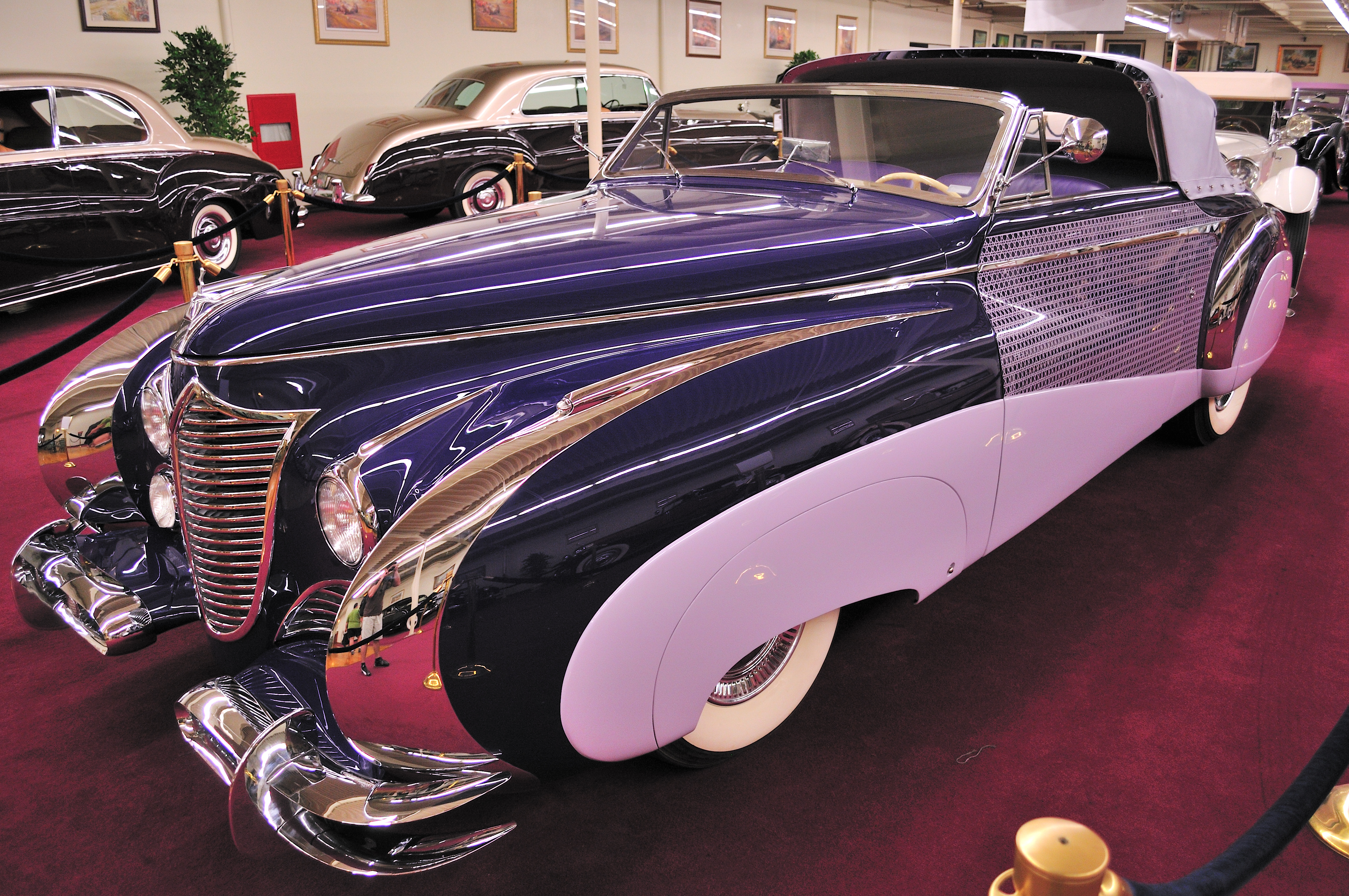
Cadillac Serie 62 convertibile a tre posizioni Saoutchik (1948)
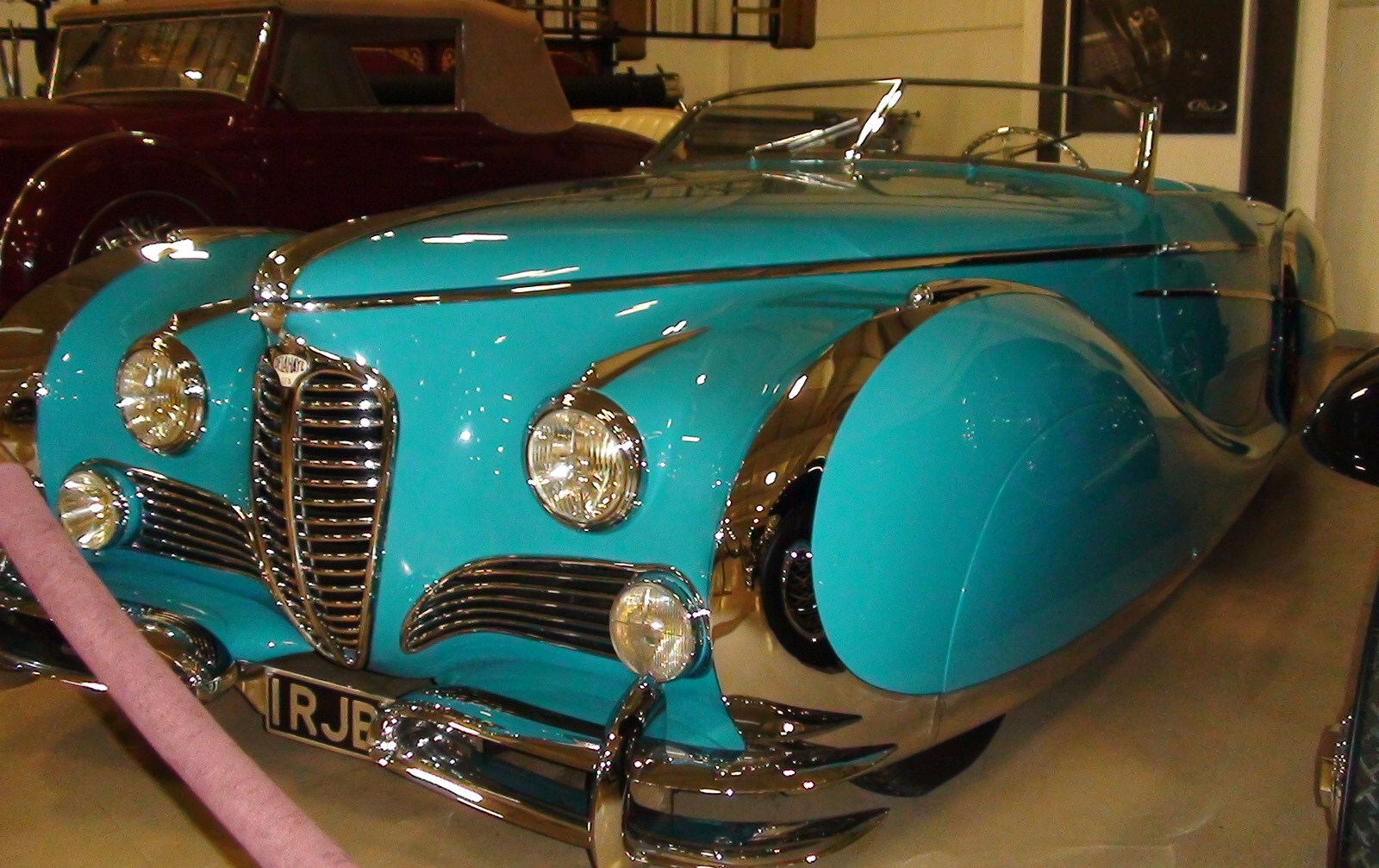
Design eccessivo: Delahaye 175S Roadster Saoutchik per il Salone di Parigi 1949
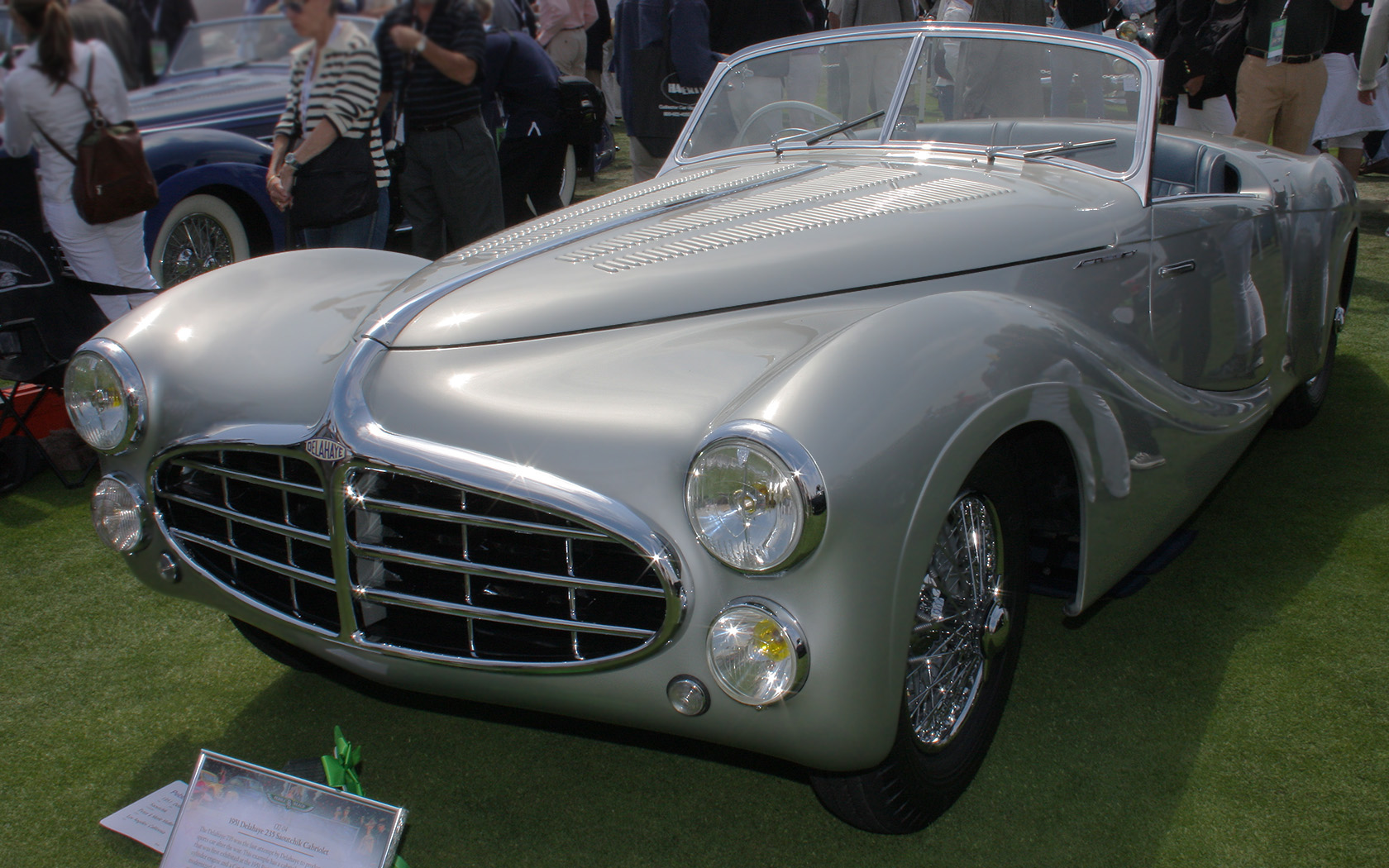
Delahaye 235 Cabriolet Saoutchik (1951)
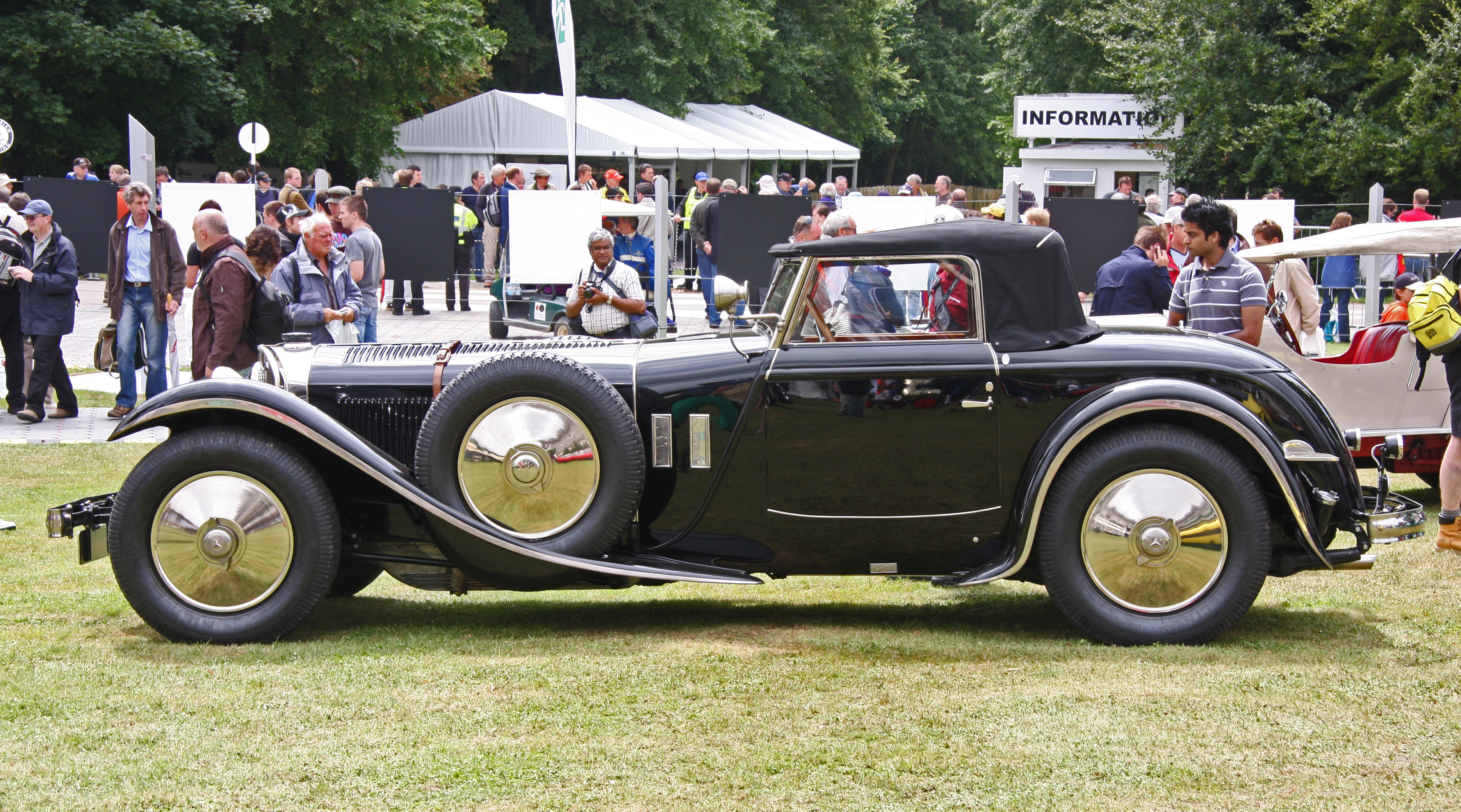
Mercedes-Benz 680S Torpedo Roadster di Saoutchik (1927)
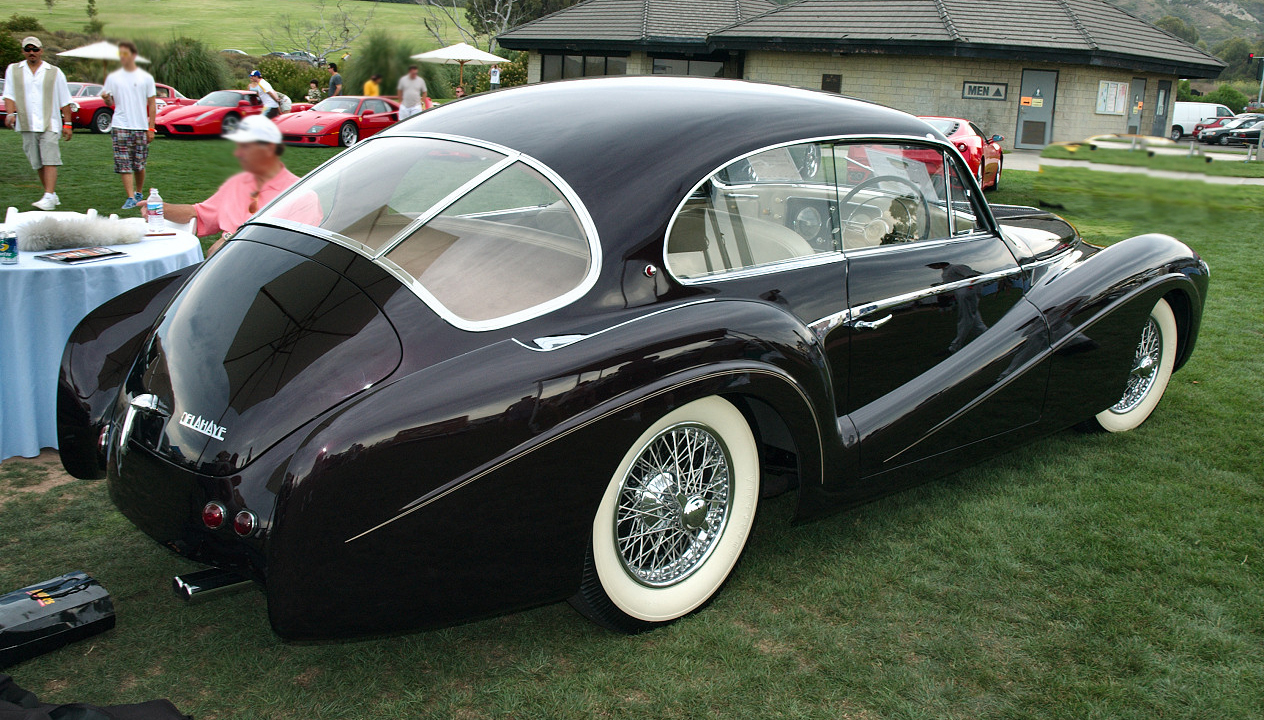
Design radicale su un Delahaye 235, forse di Paul Saoutchik (1953)
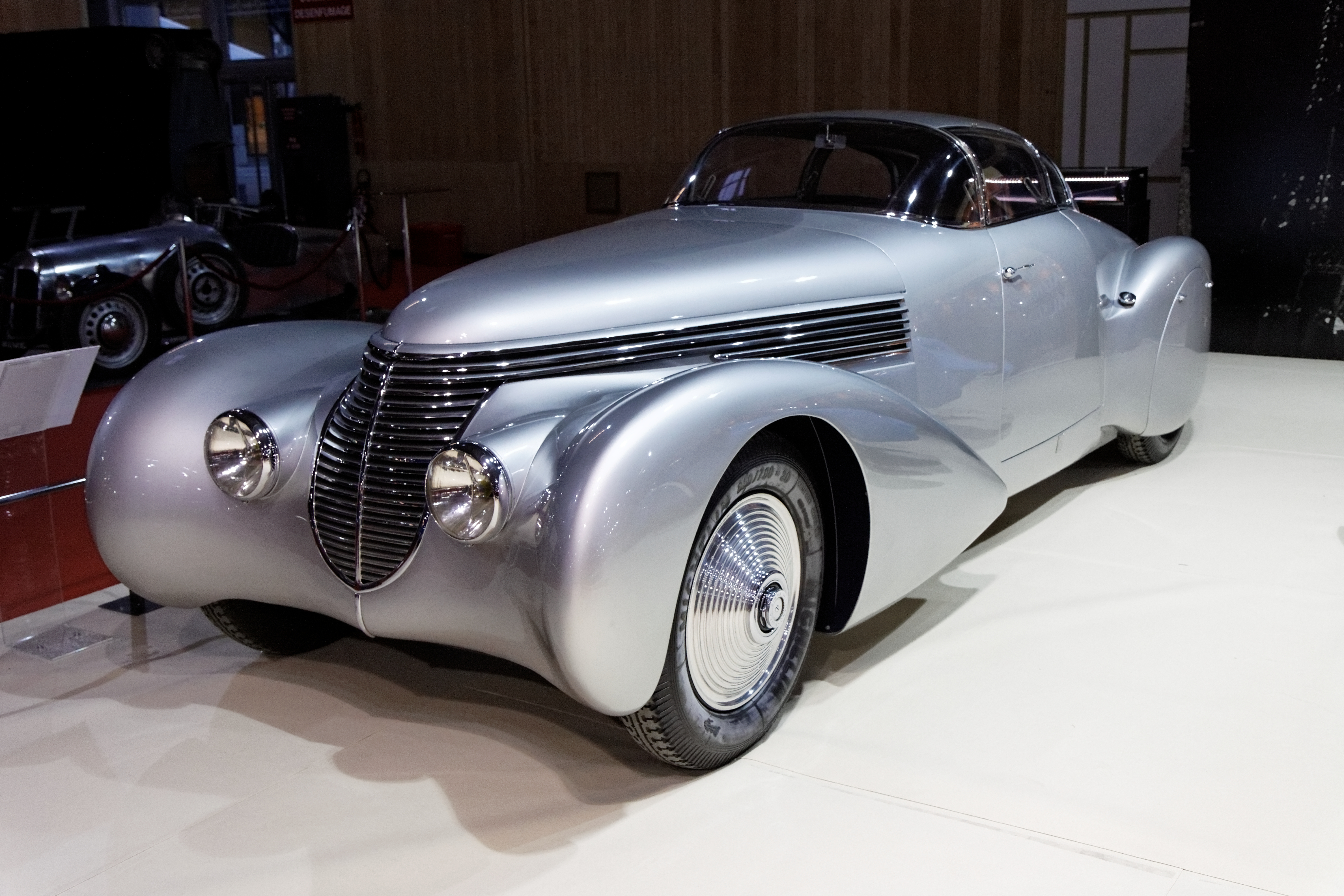
Dubonnet "Xenia", Veicolo ad alte prestazioni e veicolo di prova su telaio Hispano-Suiza rivisto Type H.6B (1938/1945)